# Jane a célkeresztben
A Jane a célkeresztben (eredeti cím: Jane Got a Gun) 2015-ben bemutatott amerikai westernfilm, amelyet Brian Duffield, Joel Edgerton és Anthony Tambakis forgatókönyvből Gavin O’Connor rendezett. A főbb szerepekben Natalie Portman, Joel Edgerton, Noah Emmerich, Rodrigo Santoro, Boyd Holbrook és Ewan McGregor látható.
A 2012 óta tartó hosszú, rendező- és szereposztásváltásokkal járó gyártási problémák után 2013. március 21-én kezdődött meg a forgatás. 2017. október 12-én mutatták be a 7. Almería Western Filmfesztiválon. Németországban 2015. december 31-én, míg az Amerikai Egyesült Államokban 2016. január 29-én jelent meg. Bevételi szempontból megbukott, 25 millió dolláros költségvetésből mindössze 3,8 milliós bevételt tudott termelni.

## Cselekmény
A film a vadnyugaton játszódik. 
A gyönyörű Jane Hammond úgy dönt, feleségül megy a város egyik legveszélyesebb bűnözőjéhez. Egy nap szerelme, Bill saját bandájának tagjaival kerül szembe. A kegyetlen Bishop-fiúk azonban nem tűrik az árulást. A hűtlen társ nyolc lövést kap hátba. A kétségbeesett nő úgy dönt, maga is fegyvert ragad. Megalkuvást nem tűrő magatartása valóságos dühöt vált ki a banda vezetőjében, a kegyetlen Johnban. Jane utolsó reménye volt szerelme, Dan Frost. Bár még mindig gyűlöli Billt, emellett érez még valamit ex-neje iránt. Némi gondolkodás után úgy dönt, segít Jane-nek. Együttes erővel dolgozzák ki a bosszúterv részleteit.

## Szereplők
| Színész         | Szerep             | Magyar hang     |
| --------------- | ------------------ | --------------- |
| Natalie Portman | Jane Hammond       | Zsigmond Tamara |
| Joel Edgerton   | Dan Frost          | Dolmány Attila  |
| Noah Emmerich   | Bill "Ham" Hammond | Epres Attila    |
| Rodrigo Santoro | Fitchum            | Welker Gábor    |
| Boyd Holbrook   | Vic Owen           | Szvetlov Balázs |
| Ewan McGregor   | John Bishop        | Simon Kornél    |
| Alex Manette    | Buck               | N/A             |
| James Burnett   | Cunny Charlie      | N/A             |
| Sam Quinn       | Slow Jeremiah      | N/A             |

## Megjelenés
Az interneten 2015 januárjában jelentek meg az első képek a filmből. 2015. október 5-én került nyilvánosságra az első nemzetközi plakát.
2015. október 21-én mutatták be az első nemzetközi előzetest. 2015. december 7-én adták ki a második és egyben utolsó nemzetközi előzetest.
Eredetileg a Relativity Media és a The Weinstein Company forgalmazta volna az Amerikai Egyesült Államokban.
Kezdetben a filmet 2014. augusztus 29-én jelentették be, amit a stúdió 2014. április 10-én végül visszavont. 2014. április 24-én a stúdió 2015. február 20-ra tűzte ki a film megjelenési dátumát, amit később szeptember 4-re halasztottak. 2015 júliusában a Relativity Media elvesztette a film forgalmazási jogait, mivel csődeljárást jelentett. A Weinstein Company ezután megvásárolta a filmet, és azt tervezte, hogy az amerikai bemutató előtt először Európában adja ki a filmet. Az Egyesült Államokban 2016. január 29-én mutatták be.

## Fordítás
- Ez a szócikk részben vagy egészben  a   Jane Got a Gun című angol Wikipédia-szócikk fordításán alapul.  Az eredeti cikk szerkesztőit annak laptörténete sorolja fel. Ez a jelzés csupán a megfogalmazás eredetét és a szerzői jogokat jelzi, nem szolgál a cikkben szereplő információk forrásmegjelöléseként.